# 国王街 (吕贝克)
国王街（Königstraße）是德国吕贝克老城内的一条南北干道和购物街，北接大城堡街，平行于宽街（Breite Straße）。

## 建筑
- 国王街北端为圣灵医院（Heiligen-Geist-Hospital）和圣雅各教堂。
- 国王街15号
- 国王街18号归正会教堂
- 国王街21号
- 圣凯瑟琳教堂

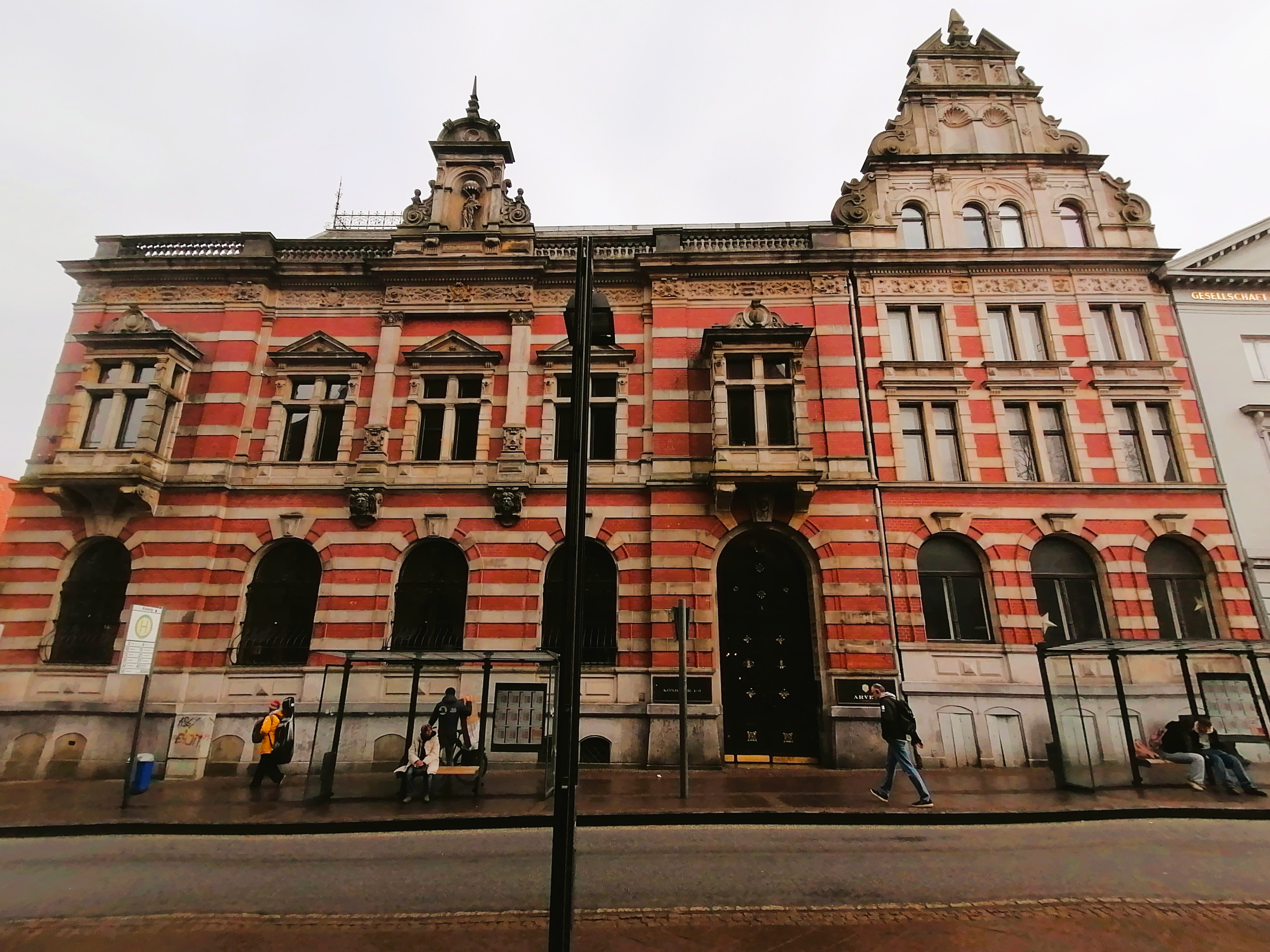
1号
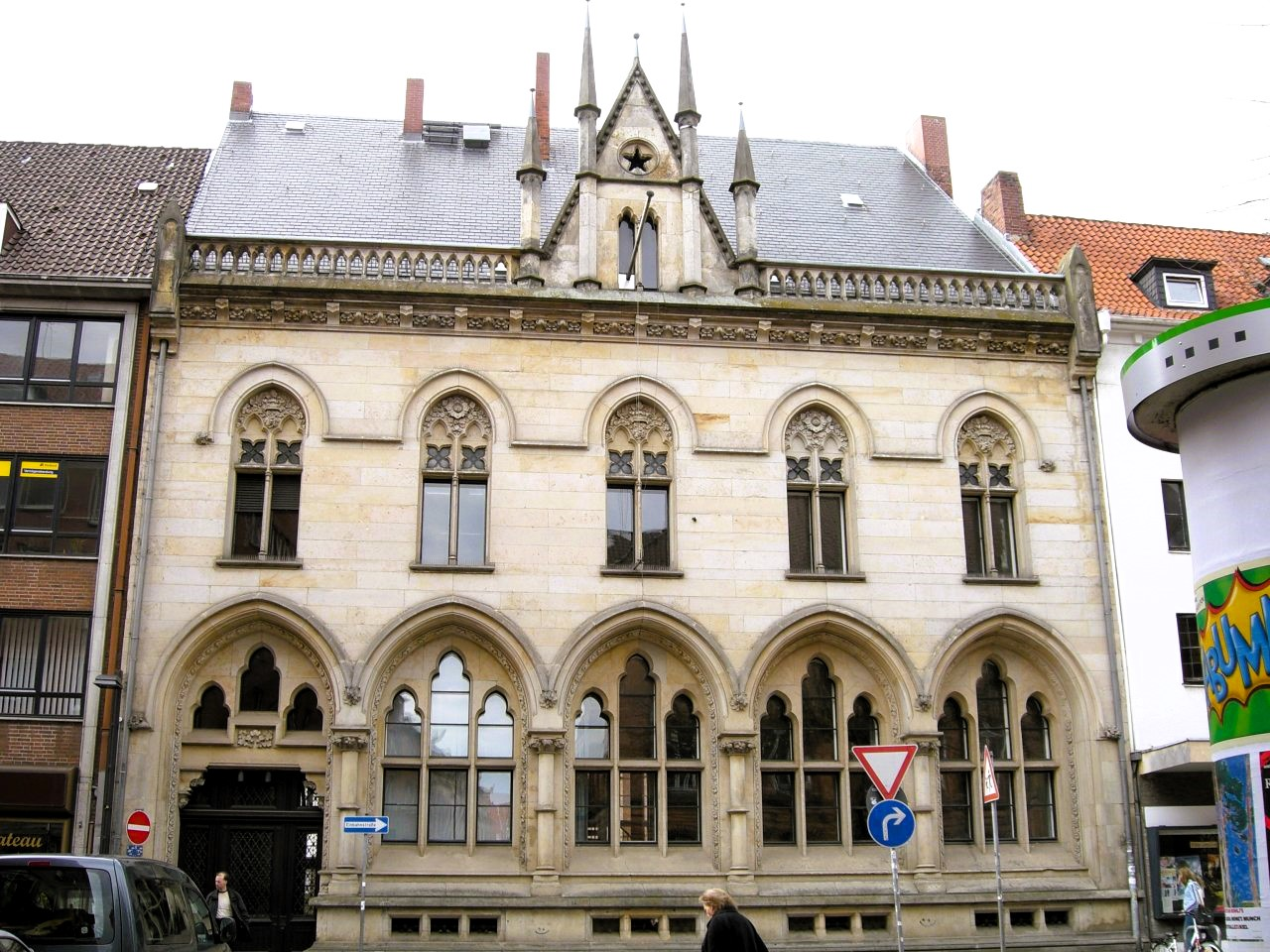
42号
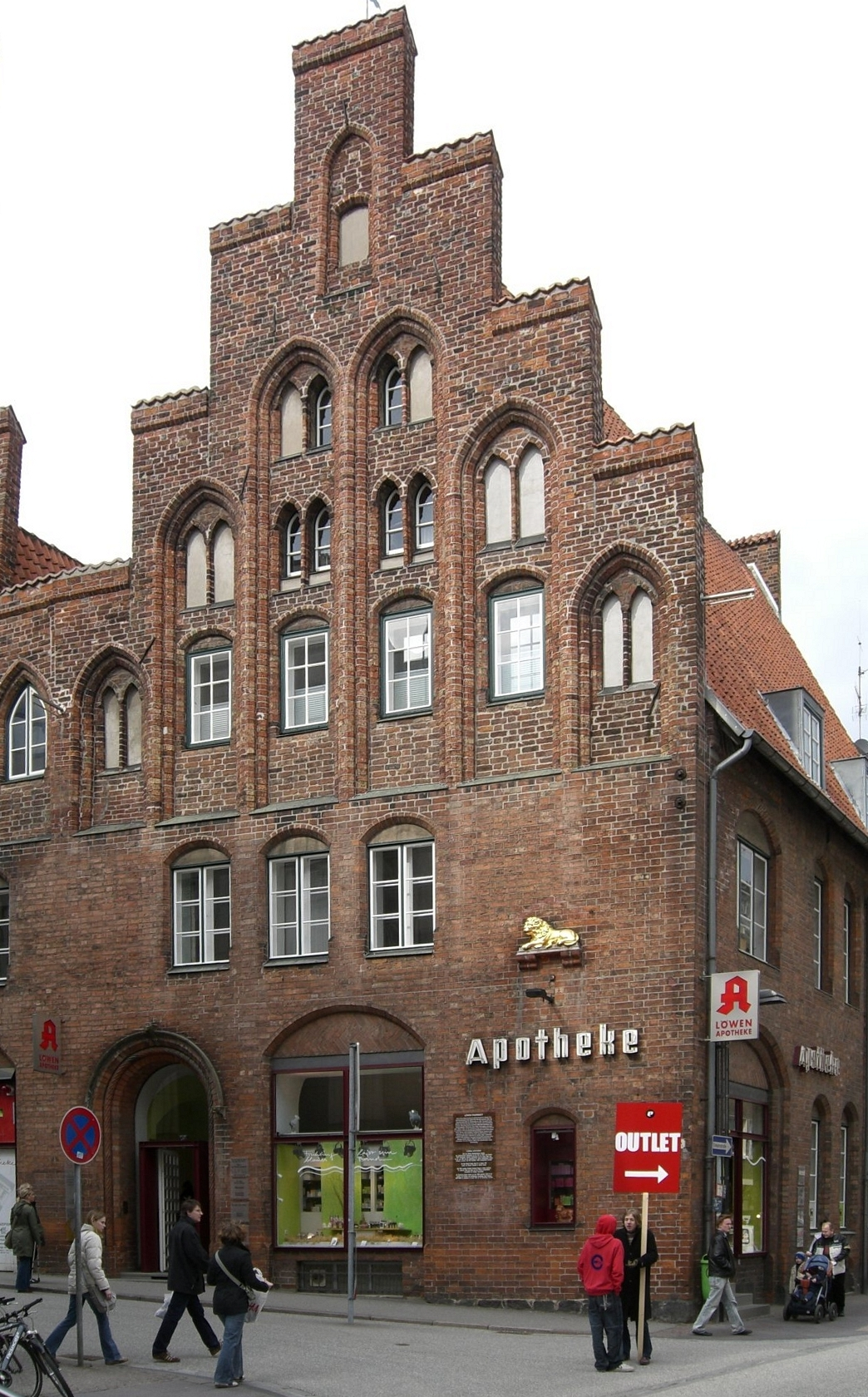
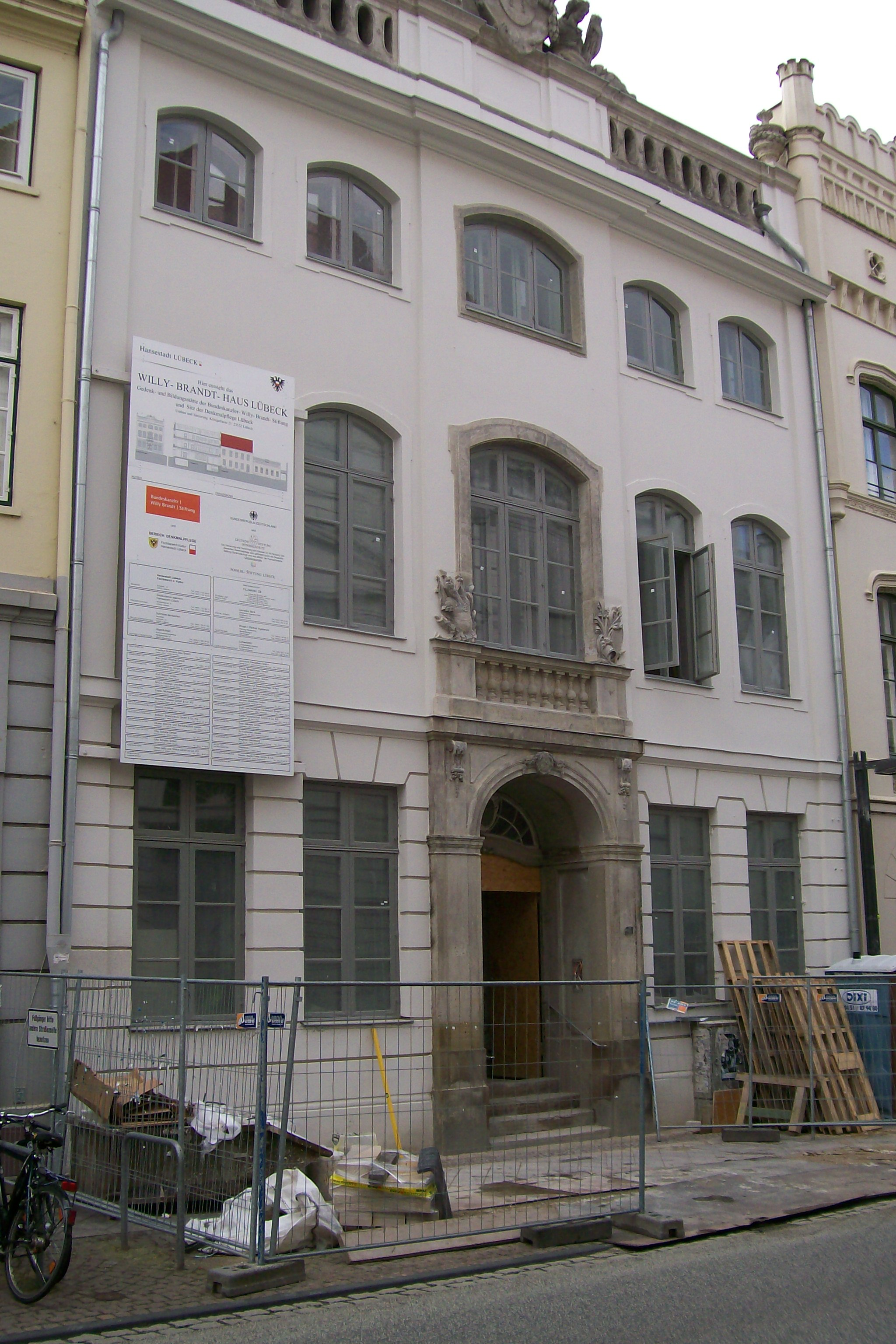